# Photochrome Farbstoffe
Photochrome Farbstoffe sind Farbstoffe, die auf Bestrahlung mit UV-Licht (Sonnenlicht oder Schwarzlicht) mit einer reversiblen Farbtonänderung reagieren. Dabei verändert das UV-Licht die chemische Struktur der Farbstoffe und damit ihr Absorptionsverhalten (Photochromie).
Die Farbstoffe, die zur Herstellung von Beschichtungswerkstoffen und optischen Werkstoffen verwendet werden, sind in vier oder mehr Basisfarben erhältlich, die von Weiß auf Violett, Blau, Gelb oder Rot wechseln.
Photochrome Farbstoffe können zum Bedrucken von Textilien verwendet werden, zum Einfärben unterschiedlichster Materialien sowie zur Herstellung von Kunststoffartikeln. Seit einiger Zeit sind fotochrome Farbstoffe auch als Siebdruckfarben erhältlich. Somit besteht auch die Möglichkeit, diese in der klassischen Druckveredelung einzusetzen.
Bis Sommer 2007 waren nur instabile photochrome Farbstoffe bekannt. Sie änderten im Laufe der Zeit ihre chemische Struktur. Je länger und öfter die Farben UV-Licht ausgesetzt wurden, umso weniger kehren sie in den Urzustand zurück. Durch Einbindung von Nanoverkapselung ist es einem Forschungsteam der Rodenstock GmbH gelungen, Farbstoffe durch Nanoverkapselung dauerhaft einzubinden und dadurch eine verbesserte Licht- und Wetterechtheit zu erreichen. 2010 wurden auch Fassadenfarben auf ähnlicher Basis in Zeolithen vorgestellt.
Neben photochromen Farben gibt es auch thermochrome Farben, welche auf Temperatur reagieren und feuchtigkeitsempfindliche Hydrochromfarben.